# Skånelagen

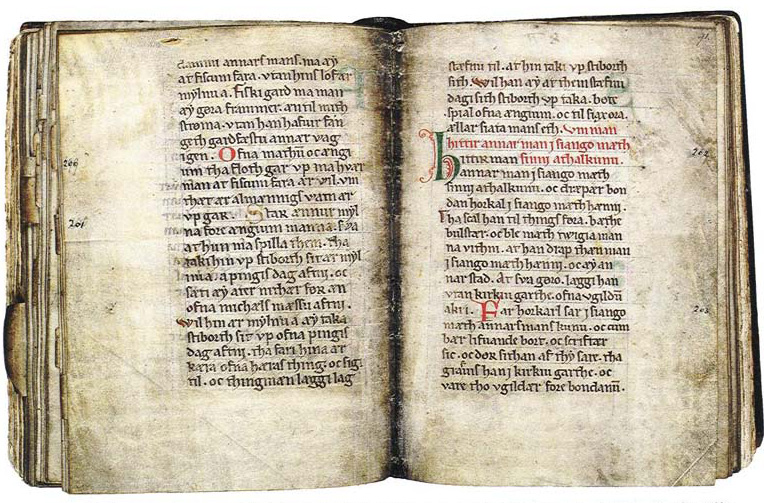
Handskrift av Skånelagen från ca 1250

Skånelagen (på danska: Skånske Lov) är den äldsta danska och den äldsta av de nordiska landskapslagarna. Denna finns i ett flertal handskrifter på forndanska/fornsvenska (d.v.s. "fornöstnordiska") och latin och i handskriften Codex Runicus är den nedskriven i runskrift. Den första nedskriften anses vara från början av 1200-talet.
Lagen tillämpades inte bara i Skåne, utan i hela Skåneland, det vill säga förutom Skåne också i Blekinge, Bornholm och Halland. Från och med 1595 infördes den även på Gotland där den ersatte Gutalagen. Tydligen gick det trögt med lagbytet i praktiken och först 1618 började Skånelagen tillämpas på Gotland.
Lagen fortsatte att gälla i landskapen ända fram till 1683, då svensk lag infördes i de landskap som blivit svenska efter Freden i Roskilde 1658. Detta skedde trots att fredsfördragets nionde paragraf föreskrev att innevånarnas lagar inte skulle ändras.
Orsaken till ändringen av lagen var troligen att de svenska landskapslagarna hade försvunnit redan under medeltiden med Magnus Erikssons landslag och även i Danmark upphävdes de gamla lagarna 1683, då man införde den "Danske Lov".